# شوتوكو تايشي

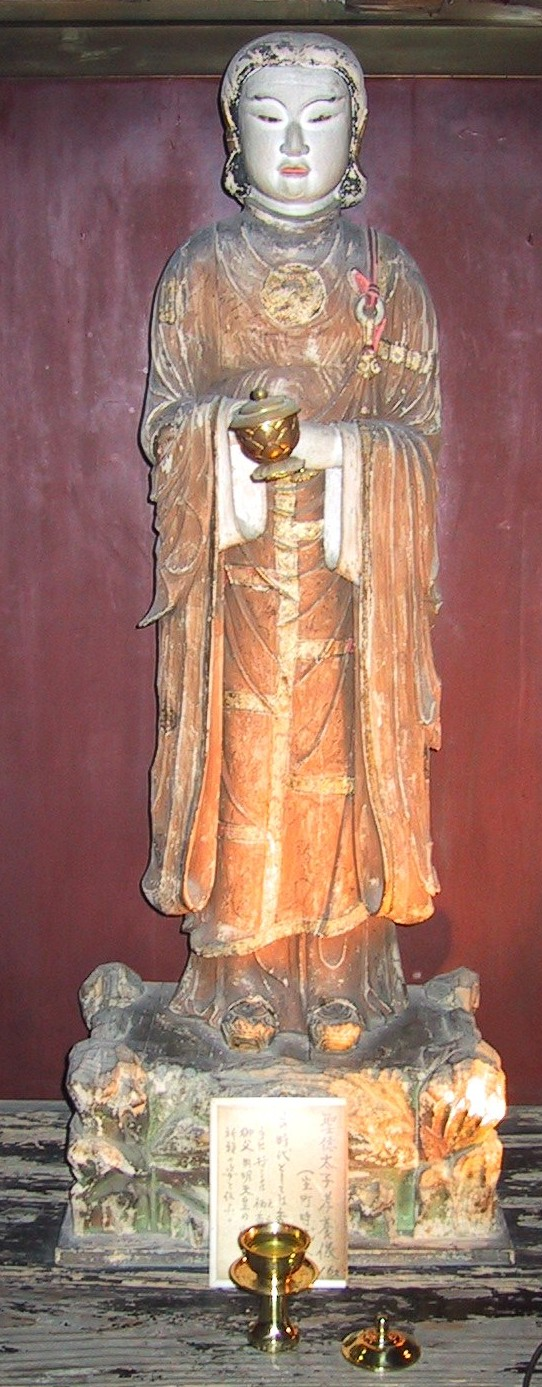
تمثال شوتوكو تائيشي

شوتوكو تايشي أو الأمير شوتوكو (ياليابانية: 聖德太子) عاش (574-622 م) من أمراء البلاط الإمبراطوري، قاد بلاد اليابان (592-622 م) في بداية فترة أسوكا، وأثناء حكم الإمبراطورة سوئيكو.
بعد وفاة الإمبراطور يومه-ئي سنة 587 م، احتدم الصراع حول السلطة بين اثنتين من أهم العشائر اليابانية، الـسوغامن جهة، والـمونونوبي من جهة أخرى. كانت كل طائفة تدعي أحقيتها في تعيين الإمبراطور الجديد. كان أومادايو(والذي عرف لاحقا باسم شوتوكو تايشي) من أبناء الإمبراطور المتوفى. عرف عنه تعلقه الشديد بالبوذية وتطلعه إلى أن يجعل من بلاده اليابان أكثر تفتحاً على الثقافة الصينية. قام الأمير بالانحياز إلى زعيم طائفة الـسوغا، سوغا نو أوماكو. استطاع الأخير أن يضع على عرش اليابان إمبراطورا جديدا من أتباعه وهو سوشون، كان الأخير مؤيدا لسياسات أوماكو الإصلاحية.
بعد اعتلائه العرش، خَبت حماسة الإمبراطور الجديد سوشون في تطبيق الإصلاحات الموعودة. بعد طول انتظار قرر أوماكو أن يتخلص منه، فدبر اغتياله سنة 592 م. حلت الإمبراطورة سوئيكو محل الإمبراطور المقتول. تم إعلان الأمير تايشي وليا للعهد (رسميا على الأقل). إلا أنه توجب على الأمير الانتظار حتى وفاة زعيم عشيرة الـسوغا، أوماكو (والذي كان من أشد المدافعين عن التقاليد اليابانية ضد الديانة البوذية الدخيلة) حتى يتولى شؤون الحكم.
قام تايشي ومنذ 594 م، بإعلان البوذية ديانة رسمية للدولة، ووضع نظام المراتب الاثنتا عشر، كما أمر بتشييد أولى المعابد في البلاد، وعلى الطراز الصيني. من أشهر المعابد التي شيدت أثناء هذه الفترة، هوريوجي في نارا، الـهوكوجي في أسوكا والـشيتن-نوجي في نانيوا.قام الأمير تائيشي بمساهمات كبيرة في نشر الحركة البوذية، كما يعزو إليه كتابة أولى الكتابات والتعليقات اليابانية على كتاب الـسوترا البوذي، وعلى العموم كان له الفضل الكبير في ترسخ البوذية في البلاد.

## معرض صور

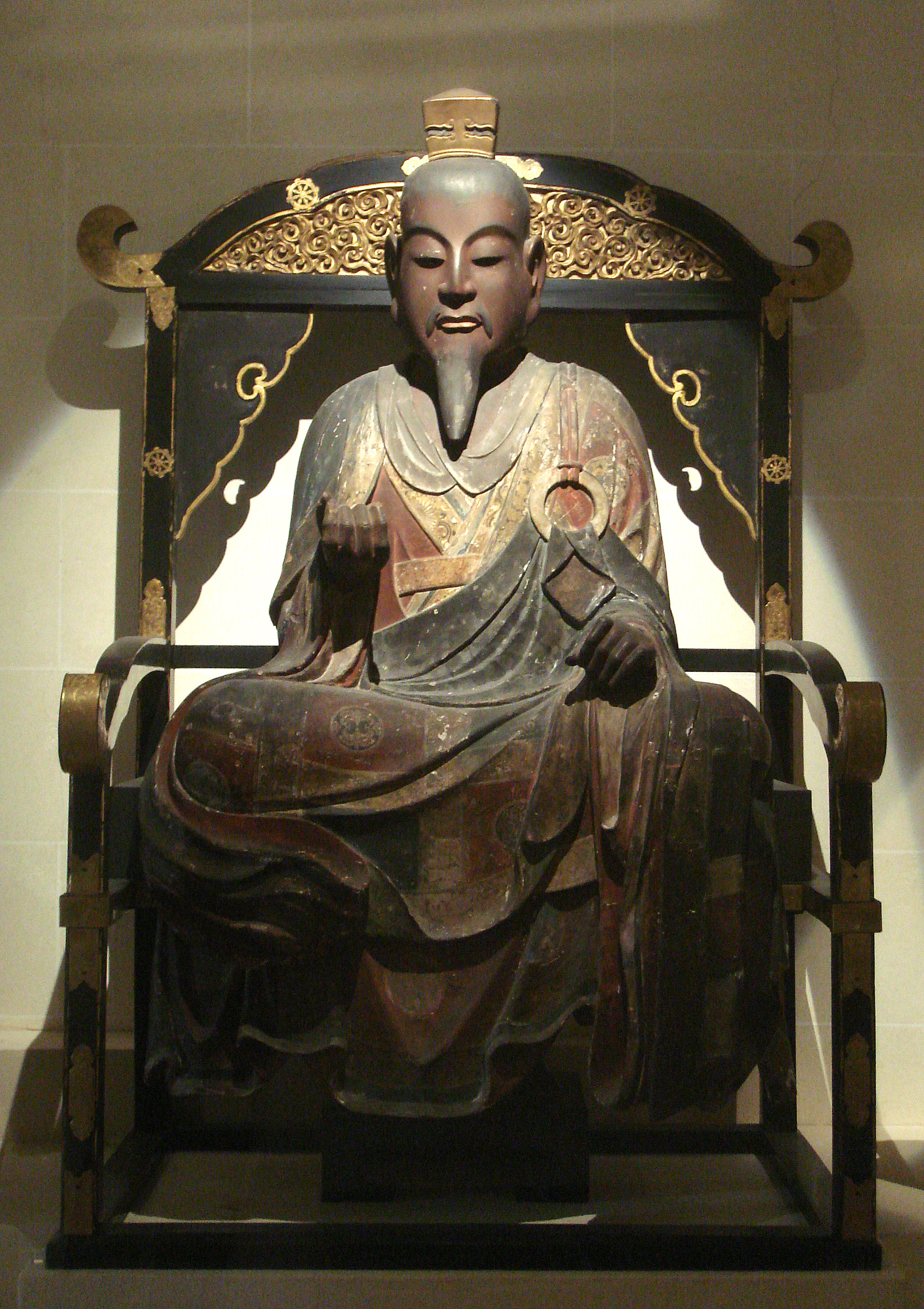
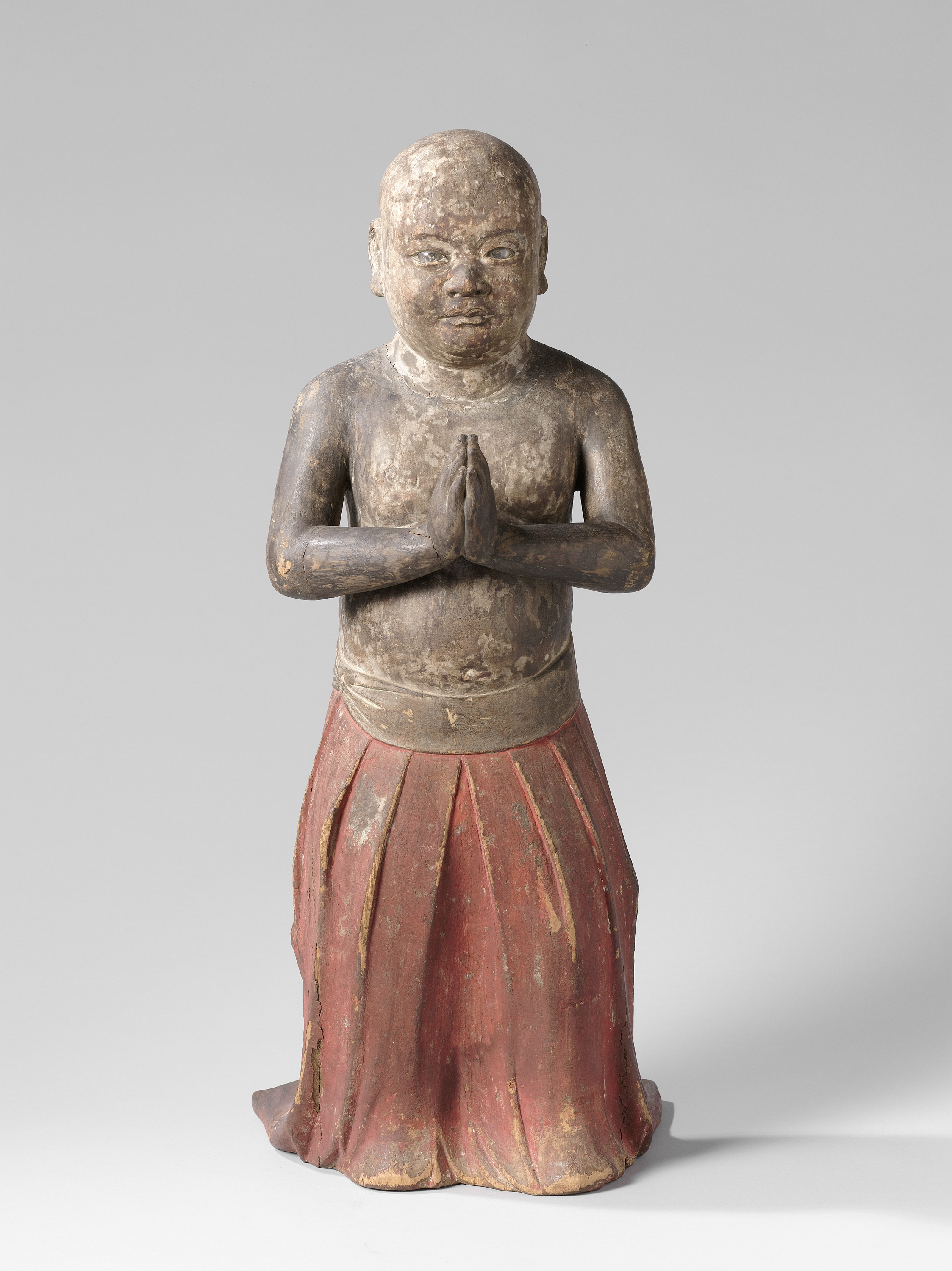
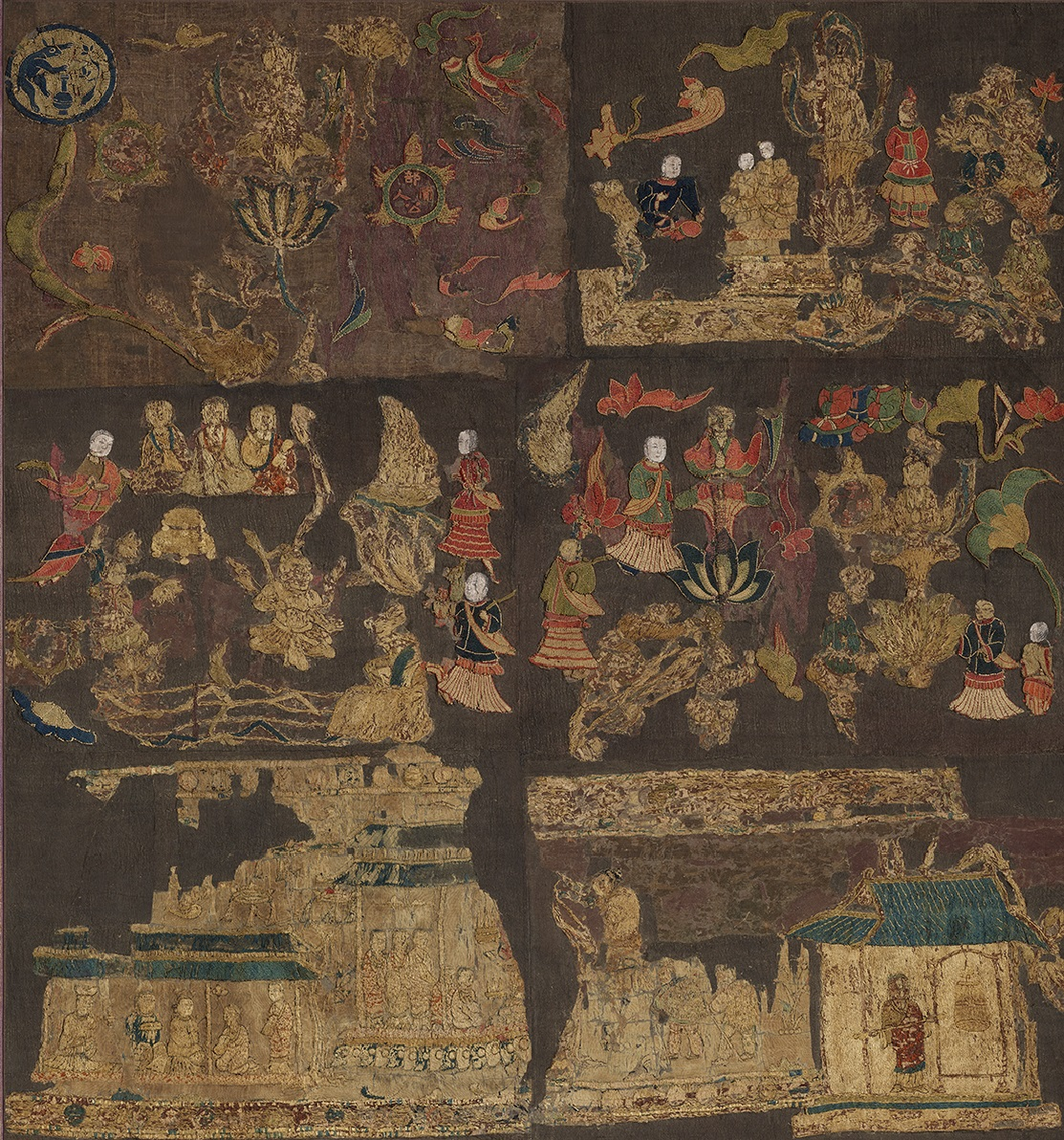

## اقرأ أيضا
- فترة أسوكا
- تاريخ اليابان

## وصلات خارجية
- تاريخ اليابان